# Едуард Ножиците
„Едуард Ножиците“ (на английски: Edward Scissorhands) e фентъзи филм на режисьора Тим Бъртън. Създаден е през 1990 г. по сценария на Каролин Томпсън.
Едуард е човек. Но незавършен човек. Вместо ръце той има ножици. Криещ се от малък в един замък, той се натъква на Пег, добра жена. Тя го приютява в дома си и прави всичко възможно той да се почувства като нормален човек. От пръв поглед Едуард се влюбва в чаровната дъщеря на Пег – Ким. Впоследствие и тя се влюбва в него.

## Актьорски състав
- Джони Деп като Едуард Ножиците
- Уинона Райдър като Ким Богс
- Даян Уийст като Пег Богс
- Антъни Майкъл Хол като Джим
- Кати Бейкър като Джойс
- Робърт Оливър като Кевин Богс
- Винсънт Прайс като изобретателя
- Алън Аркин като Бил Богс